# Laboratoire Émile Picard
Le Laboratoire Émile Picard était un laboratoire de recherche en mathématiques pures de l'université Paul-Sabatier à Toulouse (unité mixte de recherche du CNRS). En 2007, le laboratoire Émile Picard est devenu, en disparaissant, l'une des trois composantes fondatrices de l'Institut de mathématiques de Toulouse (IMT).
Le laboratoire porte le nom du célèbre mathématicien Émile Picard. Jean-Pierre Ramis notamment a été membre de ce laboratoire.